# Hersilia yunnanensis
Hersilia yunnanensis är en spindelart som beskrevs av Wang, Song och Jiang-Ping Qiu 1993. Hersilia yunnanensis ingår i släktet Hersilia och familjen Hersiliidae. Inga underarter finns listade i Catalogue of Life.